# Danis thinophilus
Danis thinophilus är en fjärilsart som beskrevs av Lambertus Johannes Toxopeus 1930. Danis thinophilus ingår i släktet Danis och familjen juvelvingar. Inga underarter finns listade i Catalogue of Life.